# Ælfric Puttoc
Pour les articles homonymes, voir Ælfric.
Ælfric Puttoc est un prélat anglo-saxon mort le 22 janvier 1051. Élu archevêque d'York en 1023, il devient également évêque de Worcester en 1040, mais est déchu de ces deux titres en 1041. Il retrouve l'archiépiscopat d'York en 1042 et le conserve cette fois-ci jusqu'à sa mort.

## Biographie

### Carrière épiscopale
La première évocation historique d'Ælfric l'identifie comme recteur de l'abbaye de New Minster à Winchester. Il est probablement originaire du Wessex. Il est nommé archevêque d'York en 1023 mais il ne dirige pas en parallèle le diocèse de Worcester, ce qui était pourtant d'usage depuis plusieurs années. Il est consacré par Æthelnoth, l'archevêque de Cantorbéry. C'est Lyfing, abbé de Tavistock, qui prend la tête du diocèse de Worcester.
Ælfric se rend à Rome en 1026 pour recevoir le pallium des mains du pape Jean XIX. C'est le premier archevêque d'York à se rendre à Rome pour cette raison, car auparavant le pallium était envoyé par Rome vers l'archevêque. Sous le règne du roi Knut le Grand, Ælfric se voit attribuer par le roi et sa femme Emma de Normandie le manoir de Patrington à Holderness. C'est peut-être Ælfric qui couronne Harold Pied-de-Lièvre, le fils de Knut, roi d'Angleterre en 1036, dans la mesure où l'archevêque de Cantorbéry de l'époque est Æthelnoth, qui soutenait son rival Hardeknud.

### Activités politiques

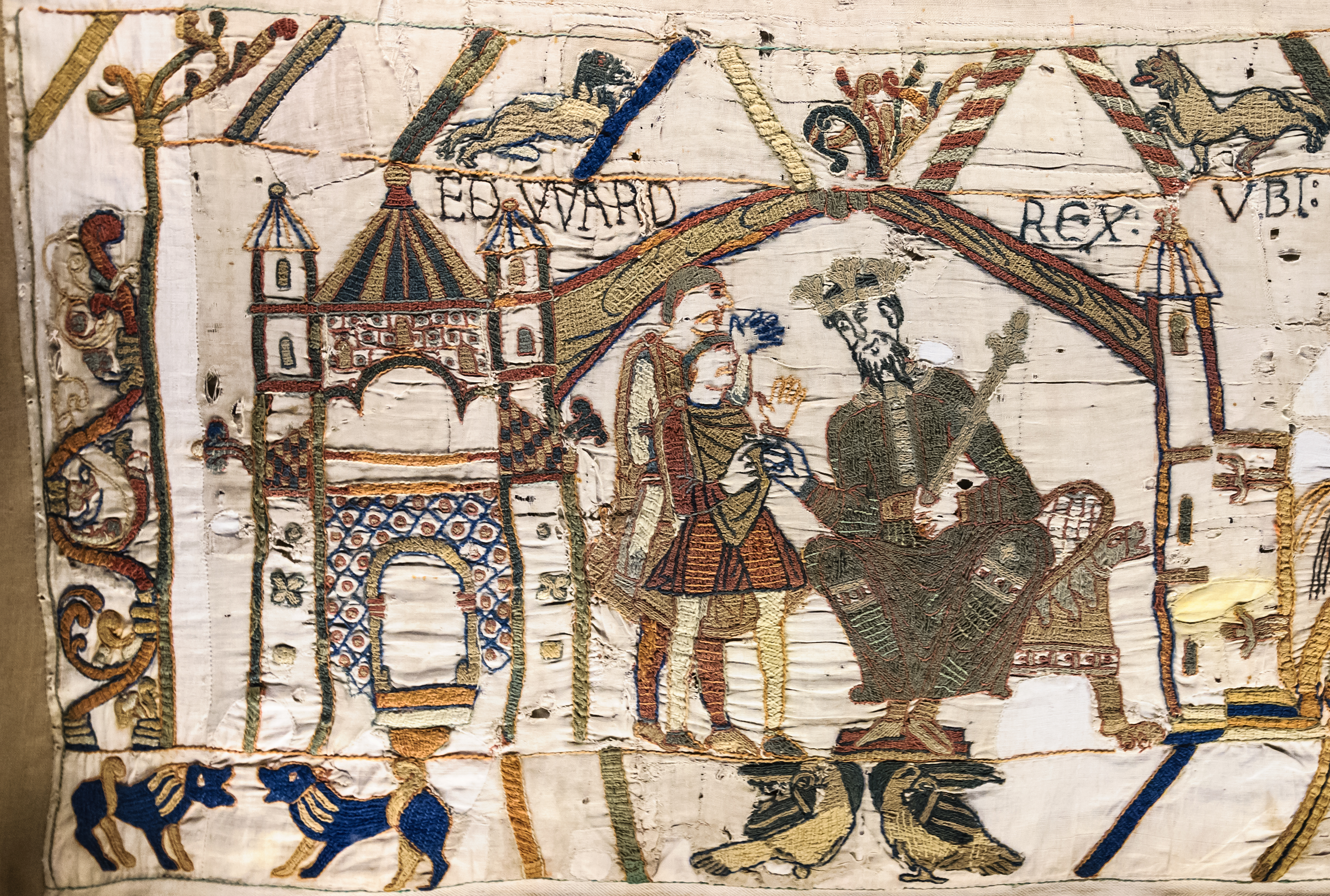
Le roi Édouard le Confesseur sur la tapisserie de Bayeux.

Malgré tout, lorsque Hardeknud devient roi, Ælfric se range à ses côtés. La plus grande partie de ses activités politiques datent du règne de Hardeknud, bien qu'il témoigne également sur des chartes de Knut, Harold et Édouard.
Au travers de situations politiques dont le détail n'est pas clair, il est soupçonné d'avoir été complice du meurtre du prince Alfred, peut-être pour récupérer le diocèse de Worcester des mains de l'évêque Lyfing, premier accusé de cet assassinat. Ælfric est destitué de toutes ses charges épiscopales en 1041, mais récupère York dès l'année suivante.
Il couronne le roi Édouard le Confesseur le 3 avril 1043 à Winchester, en compagnie de l'archevêque de Cantorbéry Eadsige. Il meurt à Southwell le 22 janvier 1051, et est inhumé dans la cathédrale de Peterborough.
La deuxième partie de son nom, Puttoc, signifie vraisemblablement « milan ». C'est peut-être les moines de Worcester qui l'ont ainsi surnommé par dérision.